# Старый дедушка Коль
«Старый дедушка Коль» (англ. Old King Cole) — английское детское стихотворение и песня на него. Включено в Индекс народных песен Рауда под номером 1164.

## Стихи
Наиболее распространённая современная английская версия:
Old King Cole was a merry old soul,
And a merry old soul was he;
He called for his pipe, and he called for his bowl,
And he called for his fiddlers three.
Every fiddler he had a fiddle,
And a very fine fiddle had he;
Oh, there's none so rare, as can compare,
With King Cole and his fiddlers three
На русском языке наиболее известен перевод Самуила Маршака:
Старый дедушка Коль
Был весёлый король.
Громко крикнул он свите своей:
— Эй, налейте нам кубки,
Да набейте нам трубки,
Да зовите моих скрипачей, трубачей,
Да зовите моих скрипачей!
Были скрипки в руках у его скрипачей,
Были трубы у всех трубачей,
И пилили они,
И трубили они,
До утра не смыкая очей.
Старый дедушка Коль
Был весёлый король.
Громко крикнул он свите своей:
— Эй, налейте нам кубки,
Да набейте нам трубки,
Да гоните моих скрипачей, трубачей,
Да гоните моих скрипачей!

## Происхождение
Впервые песня записана в 1708 году Уильямом Кингом, в следующей версии:
Good King Cole,
And he call'd for his Bowle,
And he call'd for Fidler's three;
And there was Fiddle, Fiddle,
And twice Fiddle, Fiddle,
For 'twas my Lady's Birth-day,
Therefore we keep Holy-day
And come to be merry.

## Персонаж
Существуют различные теории относительно того, какое историческое лицо послужило прототипом персонажа песни, но ни одна из них не признана достаточно обоснованной. Уильям Кинг упоминает о двух кандидатах: «принце, основавшем Колчестер» и купце Коул-бруке из Рединга, жившем в XII веке. Вальтер Скотт предполагал, что речь идёт об ирландском короле Кумалле. Уильям Чаппелл поддержал точку зрения Кинга и предположил, что «старый дедушка Коль» — не король, а редингский купец Томас Коул-брук по прозвищу «старый Коул».
Распространена точка зрения, что имеется в виду легендарный король Койль Старый.
Имя «Старый Коул» было распространено в елизаветинской драме, однако функция этого персонажа неясна.

## В культуре
В 1897 году Лаймен Фрэнк Баум включил сюжет о короле Коле в сборник «Рассказы Матушки Гусыни в прозе». В его версии Коль — простолюдин, избранный наследником бездетного короля.
Гилберт Кит Честертон написал ряд пародийных стихотворений на сюжет «Старого дедушки Коля» в стиле различных поэтов: Альфреда Теннисона, Уильяма Батлера Йейтса, Роберта Браунинга, Уолта Уитмена, Алджернона Чарлза Суинберна.
Весёлый король Коль и его свита упоминаются в повести Памелы Трэверс «Мэри Поппинс возвращается».